# يو سانغ تشول
يو سانغ تشول ((الكورية: 유상철)) (و. 1971  م) هو لاعب كرة القدم سابق، من كوريا الجنوبية، ولد في سول، شارك في الألعاب الأولمبية الصيفية 2004، وبطولة كأس العالم لكرة القدم 2002، وكأس العالم لكرة القدم 1998، لعب كلاعب وسط.

## وصلات خارجية
- يو سانغ تشول على موقع الاتحاد الدولي (مؤرشف)  (الإنجليزية)
- يو سانغ تشول على موقع رابطة كرة القدم اليابانية للمحترفين (اليابانية)
- يو سانغ تشول على موقع دوري كوريا الجنوبية (الإنجليزية)
- يو سانغ تشول على موقع قاعدة بيانات كرة القدم.إي يو (الإنجليزية)
- يو سانغ تشول على موقع ليكيب (الفرنسية)
- يو سانغ تشول على موقع ناشيونال فوتبول تيمز (الإنجليزية)
- يو سانغ تشول على موقع عالم كرة القدم.نت (الإنجليزية)
- يو سانغ تشول على موقع أوليمبيديا (الإنجليزية)
- المشاركات والأهداف الدولية